# Szenna
Szenna là một thị trấn thuộc hạt Somogy, Hungary. Thị trấn này có diện tích 26,98 km², dân số năm 2010 là 769 người, mật độ 29 người/km².